# Ošklivka Betty (kolumbijský seriál)
Ošklivka Betty (ve španělském originále Yo soy Betty, la fea) je kolumbijská telenovela produkovaná a vysílaná stanicí RCN Televisión v letech 1999 až 2001. V hlavních rolích hráli Ana María Orozco a Jorge Enrique Abello.

## Obsazení
- Ana María Orozco jako Beatriz "Betty" Aurora Pinzón Solano
- Jorge Enrique Abello jako Armando Mendoza Sáenz